# Brent Meuleman

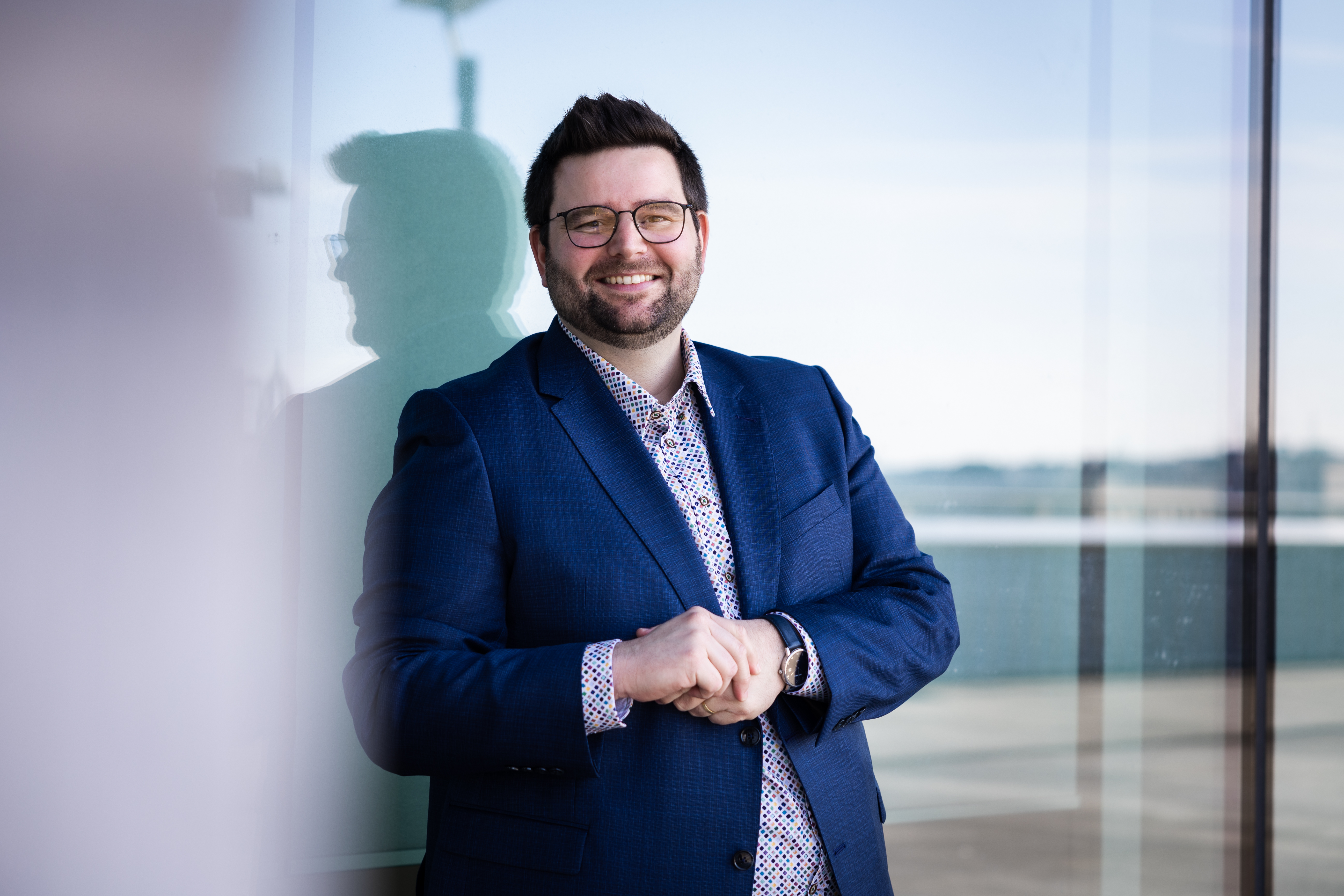
Brent Meuleman, burgemeester van Zelzate en federaal volksvertegenwoordiger.

Brent Meuleman (Gent, 17 maart 1988) is een Belgisch politicus voor Vooruit. Sinds 2019 is hij burgemeester van Zelzate. In 2024 werd hij volksvertegenwoordiger in de Belgische Kamer van Volksvertegenwoordigers voor de kieskring Oost-Vlaanderen.

## Levensloop
In 2006 studeerde hij af in de humane wetenschappen aan het Koninklijk Atheneum Zelzate. Vervolgens volgde Meuleman tot in 2010 een opleiding tot leerkracht in het secundair onderwijs Engels en niet-confessionele zedenleer aan de campus Ledeganck van de Hogeschool Gent.
Onmiddellijk na het afstuderen ging hij aan de slag als communicatieambtenaar bij het gemeentebestuur van Zelzate. In september 2011 keerde hij terug naar het Koninklijk Atheneum Zelzate, maar dan als leerkracht. Na één schooljaar was zijn vervangingscontract ten einde, waarop hij in 2012 aan de slag ging bij de oliemaatschappij BP in de Gentse Kanaalzone. Hier werkte hij als arbeider in een ploegenstelsel. Opnieuw één jaar later, in september 2013, werd hem gevraagd terug te keren naar het Koninklijk Atheneum Zelzate. Dit keer zou hij er blijven tot juni 2017, om vervolgens provinciaal coördinator te worden bij SamenSterker Oost-Vlaanderen, een coöperatie die groepsaankopen organiseert en is ontstaan uit een samenwerking tussen sp.a, Bond Moyson, ABVV en COOP. In september 2018 keerde hij een laatste keer terug naar onderwijs met de bedoeling definitief als leerkracht aan de slag te blijven. Opnieuw kwam hieraan een einde toen hij op 16 januari 2019 werd benoemd tot burgemeester van Zelzate. Hij koos er voor zijn professionele loopbaan bij het Koninklijk Atheneum Zelzate stop te zetten om voltijds als burgemeester aan de slag te gaan.

## Politiek
Meuleman sloot zich in 2007 aan bij de lokale sp.a-afdeling. Hij draaide een aantal jaren mee achter de schermen en nam in 2012 deel aan de gemeenteraadsverkiezingen. Alhoewel hij op een schijnbaar onverkiesbare elfde plaats stond, behaalde hij 302 voorkeurstemmen en werd hij de tweede verkozene van de sp.a-lijst, na toenmalig burgemeester en lijsttrekker Freddy De Vilder. Op 2 januari 2013 legde hij voor de eerste maal de eed af als gemeenteraadslid. Gedurende deze legislatuur zou sp.a in Zelzate voor het eerst in 80 jaar naar de oppositiebanken verhuizen. Na de verkiezingsnederlaag van 14 oktober 2012 strandde sp.a op vijf zetels. Op 25 mei 2014 nam hij deel aan de parlementsverkiezingen en behaalde hij als derde opvolger op de Oost-Vlaamse sp.a-Kamerlijst 2.675 voorkeurstemmen. Datzelfde jaar stapten twee lokale sp.a-raadsleden, Freddy De Vilder en Patricia De Meyer, uit de lokale sp.a-afdeling uit onvrede met de vernieuwings- en verjongingsoperatie die het lokale partijbestuur wou doorvoeren. Als gevolg hiervan werd Meuleman op 24 november 2014 door zijn partij aangesteld als nieuwe fractievoorzitter van de sp.a-fractie.
Bij de gemeenteraadsverkiezingen van 14 oktober 2018 werd hij als sp.a-lijsttrekker en kandidaat-burgemeester de uitdager van toenmalig burgemeester Frank Bruggeman (Open Vld). Meuleman moest zijn fractie, die door het vertrek van twee dissidente raadsleden was geslonken van vijf tot drie gemeenteraadsleden, opnieuw in het winnende kamp zien te krijgen. Het resultaat van de verkiezingen overtrof uiteindelijk de verwachtingen. De sp.a-lijst haalde 7 zetels binnen en Meuleman behaalde met 1.334 voorkeurstemmen de hoogste persoonlijke score in de kanaalgemeente. Er werd op 16 november 2018, na 26 dagen onderhandelen, een "toekomstcoalitie" gevormd met de PVDA (6 zetels), waarmee Zelzate de eerste gemeente werd waar de marxistische partij meebestuurde. Meuleman werd daarop burgemeester van Zelzate en werd op 30-jarige leeftijd de jongste burgemeester van de gemeente ooit.
De eedaflegging van Meuleman in de handen van waarnemend Oost-Vlaams gouverneur, Didier Detollenaere, en die aanvankelijk voorzien was in december 2018, kon pas plaatsvinden op 16 januari 2019. Dit was het gevolg van een klacht die uittredend burgemeester Frank Bruggeman (Open Vld) had ingediend bij de Raad voor Verkiezingsbetwistingen, omdat er onregelmatigheden zouden zijn gebeurd bij het tellen van de stemmen. Bruggeman kreeg zowel van de Raad voor Verkiezingsbetwistingen als van de Raad van State ongelijk, waarna het nieuwe bestuur geïnstalleerd kon worden.
Bij de parlementsverkiezingen van 26 mei 2019 stond Meuleman op de 18e plaats van Oost-Vlaamse sp.a-Kamerlijst. Hij behaalde 3.757 voorkeurstemmen, maar werd niet verkozen. Bij de federale verkiezingen van 9 juni 2024 kreeg Meuleman de derde plaats op de Vooruit-lijst. Met een score van 5.581 voorkeurstemmen veroverde hij een zetel in de Kamer van volksvertegenwoordigers. Meuleman trad er toe tot de commissie Binnenlandse Zaken, Veiligheid, Migratie en Bestuurszaken.
Van juni 2023 tot februari 2025 was Meuleman voorzitter van de Oost-Vlaamse afdeling van Vooruit.
Bij de lokale verkiezingen van 14 oktober 2024 klom Vooruit in Zelzate van zeven naar elf zetels, een zetel tekort voor een absolute meerderheid, en behaalde Meuleman met 1.827 voorkeurstemmen opnieuw de beste persoonlijke score in de gemeente. Hij besloot de coalitie met het radicaal-linkse PVDA niet voort te zetten en vormde een meerderheid met het kartel CD&V-N-VA, dat over twee zetels beschikte. Door een klacht bij de Raad voor Verkiezingsbetwistingen door de lijst Vlaams Belang-Voluit, die enerzijds een hertelling van de stemmen eiste vanwege een vermeende fout met het aantal getelde voorkeurstemmen en anderzijds een onderzoek naar onregelmatigheden met volmachten door een Vooruit-kandidaat, kon het nieuwe bestuur echter nog niet in december 2024 worden geïnstalleerd. Vanwege gebrek aan overtuigend bewijs werd de klacht echter ongegrond verklaard en verworpen, zodat de installatie van het nieuwe gemeentebestuur op 3 januari 2025 kon plaatsvinden.